# Guerra de Corea
La guerra de Corea (25 de junio de 1950 - 27 de julio de 1953) fue un conflicto armado en la península de Corea que se libró entre Corea del Norte (República Popular Democrática de Corea; RPDC) y Corea del Sur (República de Corea; RDK) y sus respectivos aliados. Corea del Norte contaba con el apoyo de la República Popular China y la Unión Soviética, mientras que Corea del Sur contaba con el apoyo del Comando de las Naciones Unidas (UNC) liderado por los Estados Unidos. El conflicto fue la primera gran guerra subsidiaria de la Guerra Fría. Los combates terminaron en 1953 con un armisticio pero sin un tratado de paz, lo que dio lugar al actual conflicto coreano.
En idioma coreano se escribe 한국 전쟁.
Después del final de la Segunda Guerra Mundial (1939‑1945), Corea, que durante 35 años había sido una colonia japonesa, fue dividida por la Unión Soviética y los Estados Unidos en dos zonas de ocupación en el paralelo 38 norte, con planes para un futuro Estado independiente. Debido a los desacuerdos políticos y la influencia de sus respectivos aliados, las zonas formaron sus propios Gobiernos en 1948. Corea del Norte estaba dirigida por Kim Il Sung en Pionyang y Corea del Sur por Syngman Rhee en Seúl; ambos afirmaban ser el único Gobierno legítimo de toda Corea y participaron en enfrentamientos fronterizos mientras los disturbios internos eran fomentados por grupos comunistas en el sur. El 25 de junio de 1950, el Ejército Popular de Corea (EPC), equipado y entrenado por los soviéticos, lanzó una invasión del sur. En ausencia del representante de la Unión Soviética, el Consejo de Seguridad de la ONU decidió denunciar el ataque y recomendó a los Estados miembros que repelieran la invasión. Las fuerzas de la ONU estaban integradas por veintiún países, y Estados Unidos aportaba alrededor del 90 % del personal militar.
El 28 de junio, el Ejército Popular de Corea capturó Seúl y, a principios de agosto, el Ejército de la República de Corea (ERC) y sus aliados estaban casi derrotados y solo conservaban el perímetro de Pusan en el sureste de la península. El 15 de septiembre, las fuerzas de la ONU desembarcaron en Inchon, cerca de Seúl, cortando las tropas del EPC y las líneas de suministro. Las fuerzas de la ONU salieron del perímetro el 18 de septiembre, recapturaron Seúl e invadieron Corea del Norte en octubre, capturando Pyongyang y avanzando hacia el río Yalu, la frontera con China. El 19 de octubre, el Ejército Popular de Voluntarios (EPV) chino cruzó el Yalu y entró en la guerra del lado del norte. Las fuerzas de la ONU se retiraron de Corea del Norte en diciembre, tras dos ofensivas del EPV. Las fuerzas comunistas capturaron Seúl de nuevo en enero de 1951 antes de perderla ante una contraofensiva de la ONU dos meses después. Después de una abortada ofensiva de primavera china, las fuerzas de la ONU retomaron el territorio aproximadamente hasta el paralelo 38. Las negociaciones del armisticio comenzaron en julio de 1951, pero se prolongaron porque los combates se convirtieron en una guerra de desgaste y el norte sufrió graves daños por los bombardeos estadounidenses.
El combate terminó el 27 de julio de 1953 con la firma del Acuerdo de Armisticio de Corea, que permitió el intercambio de prisioneros y creó la Zona desmilitarizada de Corea de cuatro kilómetros de ancho a lo largo de la línea del frente, con un área de seguridad conjunta en Panmunjom. El conflicto causó más de un millón de muertes militares y un estimado de 2 a 3 millones de muertes civiles, lo que constituye una de las guerras más sanguinarias de la historia. Los presuntos crímenes de guerra incluyen el asesinato en masa de presuntos comunistas por parte de Seúl y la tortura y el hambre de prisioneros de guerra por parte de Pionyang. Corea del Norte se convirtió en uno de los países más bombardeados de la historia y prácticamente todas las principales ciudades de Corea fueron destruidas. No se ha firmado ningún tratado de paz, lo que convierte la guerra en un conflicto congelado.

## Antecedentes
Desde 1910, Corea fue una colonia del Imperio japonés. El 8 de agosto de 1945, dos días después del lanzamiento de la bomba atómica de Hiroshima, los soviéticos lanzan la Operación Tormenta de Agosto, la invasión de Manchukuo, un Estado títere japonés creado en 1932 en China, donde todavía se encontraban numerosas fuerzas del Ejército Imperial Japonés. No pasa mucho tiempo hasta que las tropas soviéticas, ayudadas por soldados de la República Popular de Mongolia, penetren en Corea, donde colaborarán con partisanos comunistas, como es el caso de Kim Il-sung. El 8 de septiembre, los estadounidenses -entonces aliados de los soviéticos- desembarcan en el sur de Corea, en la llamada Operación Cuarenta Lista Negra, para disputar el control del país. Al igual que en Europa, estadounidenses y soviéticos se repartieron Corea, dividiendo el país en dos por el paralelo 38. La ocupación soviética terminó en 1948, naciendo así Corea del Norte, gobernada por Kim Il-Sung. La ocupación estadounidense finalizó ese mismo año. Syngman Rhee, líder del gobierno coreano en el exilio, se hace con el poder en Corea del Sur. Ambos líderes buscan unificar Corea bajo su mando.
El triunfo de la revolución comunista en China el 1 de octubre de 1949 alteró completamente el equilibrio geoestratégico de Asia Oriental. La Unión Soviética venía de vencer a la Alemania nazi y ocupar media Europa en la Segunda Guerra Mundial, pero también sufrir reveses como el fracaso del bloqueo de Berlín o el cisma yugoslavo. Por otra parte la URSS apoyaba los movimientos de independencia de las colonias europeas, como los de la India, Vietnam, Indonesia, Malasia, a la vez que acababa de obtener la bomba atómica. Asia aparecía como un campo en disputa con EE.UU, que promovía los movimientos anticomunistas y también impulsaba la descolonización en perjuicio de varios de sus aliados europeos. Cuando Kim Il-Sung presentó su plan para reunificar Corea, Stalin dio su aprobación. Mientras tanto el presidente surcoreano Syngman Rhee, acusado de dictador y autor de crímenes de lesa humanidad, como las masacres de la Insurrección de Jeju, generó revueltas en los sectores procomunistas del campesinado y sindicatos, que respondieron con una ola de atentados, duramente reprimidos por el gobierno, desatando una oleada de violentos combates y represiones dentro del país, como la Masacre de la Liga Bodo.
Aprovechando la inestabilidad del Sur, el 25 de junio de 1950 las tropas norcoreanas atravesaron el paralelo 38, avanzando rápidamente hacia el sur y arrasando prácticamente a las fuerzas surcoreanas hasta Pusan. La respuesta estadounidense fue inmediata. Aprovechando la falta de reconocimiento a la República Popular China y el boicot de la URSS al Consejo de Seguridad de la ONU por esa causa, Truman pidió la convocatoria del Consejo de Seguridad de la ONU y consiguió un mandato para ponerse al frente de una fuerza que respondiera a la agresión norcoreana. Millett, 2000, p. 250 Bajo el liderazgo de Estados Unidos, las Naciones Unidas habían reconocido como legítimo representante de toda China al gobierno del Kuomintang instalado en la isla de Taiwán tras su derrota en la guerra civil china, dejando sin representación a la población de lá China continental.
Con el amparo de la Resolución del Consejo de Seguridad -cuestionada en su legalidad por la URSS por no contar con la unanimidad de los aliados en la II Guerra-, Estados Unidos formó una fuerza expedicionaria integrada por dieciséis países, bajo el mando del general Douglas MacArthur, que recuperó rápidamente el terreno perdido, apoyado por el bombardeo a gran escala Corea del Norte destruyendo la mayoría de las ciudades e infraestructuras logísticas, con uso masivo de armamento convencional y del potente agente incendiario napalm. MacArthur decide entonces modificar los planes originarios e invadir Corea del Norte, para unificar la península bajo su hegemonía. 
Ante la amenaza de que las tropas de EE.UU traspasaran el paralelo 38 hacia el norte, y se dirigieran hacia China, este país advirtió que intervendría en la guerra. MacArthur pensó que se trataba de un bluff de los chinos y el 19 de octubre, tras intensos combates en su progresión hacia el norte, tomaron Pionyang, la capital de Corea del Norte. 
China entonces decide intervenir. Con apoyo aéreo soviético y recurriendo a tácticas y estrategias tradicionales, logran ingresar tropas que, aunque insuficientemente equipadas y sin armamento pesado, superan en cantidad y sorprenden a las fuerzas de la ONU, con lo que los norteamericanos y el resto de las fuerzas de Naciones Unidas se ven obligadas a retroceder.
Las fuerzas combinadas chinas y norcoreanas logran empujar a las de la ONU hacia el sur, hasta volver a ocupar la capital surcoreana de Seúl el 4 de enero de 1951.
En ese momento, MacArthur propuso el empleo del arma atómica contra China. Tanto el presidente estadounidense, Harry S. Truman, como la mayoría del Congreso reaccionaron alarmados ante una respuesta que podía llevar al enfrentamiento nuclear con la URSS, aunque el presidente puso de inmediato a disposición de la Fuerza Aérea nueve bombas atómicas Mark IV para su uso en la guerra. Poco después Truman destituyó a MacArthur con el argumento de que había propuesto utilizar bombas atómicas, pese a la desmentida del general y las protestas de los republicanos, sustituyéndolo por el general Matthew Ridgway.
La Unión Soviética, por su parte, manifestó su intención de no intervenir en el conflicto y su deseo de que coexistieran dos sistemas diferentes en la península. El "empate militar" llevó a la apertura de negociaciones que concluirían en julio de 1953, poco después de la muerte de Stalin, con la firma del Armisticio en Panmunjong. En este se acordó una nueva línea de demarcación que serpentea en torno al paralelo 38, que se sigue manteniendo.
Entre el 12 y el 15% de la población total de Corea del Norte murió en la guerra, con una cifra de civiles muertos que ascendió a dos millones y medio. Se estima que Corea del Sur y sus aliados tuvieron cerca de 778.000 muertos, heridos y mutilados, mientras que el bando de Corea del Norte tuvo entre 1.187.000 y 1.545.000; además 2.500.000 civiles muertos y heridos, 5 millones quedaron sin hogar y quedaron más de 2 millones de refugiados. Esto la hace una de las guerras más sangrientas de la historia. Unos 54.000 estadounidenses y 500.000 chinos murieron en ese conflicto.

## Desarrollo de la guerra

### Ataque norcoreano

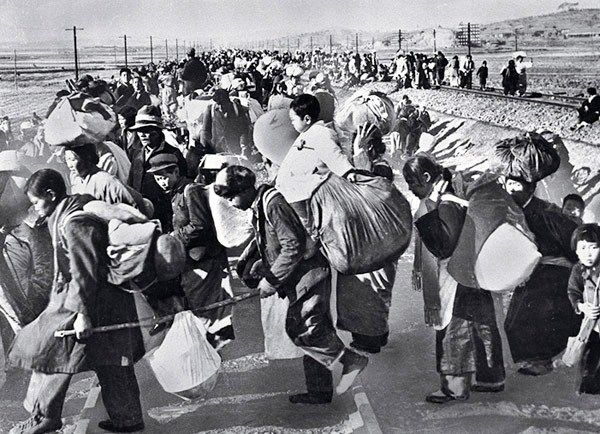
Cientos de miles de surcoreanos huyeron al sur a mediados de 1950 después de que el ejército norcoreano los invadiera.

En el año 1948 el bando del sur elige una Asamblea Nacional estableciendo el Gobierno de la República de Corea, en dichas elecciones el bando norcoreano se niega a participar y tras establecer la República Popular Democrática de Corea, comienza a preparar el ataque. El 25 de junio de 1950, Corea del Norte cruza el paralelo 38 con alrededor de 135.000 hombres. El 1° Cuerpo del Ejército norcoreano (53.000 hombres) condujo la ofensiva principal, al cruzar el río Imjin rumbo a la capital surcoreana, Seúl, mientras que el 2° Cuerpo de Ejército (54.000 hombres) avanzaba en dos direccionesː por un lado, a través de las ciudades de Inje y de Ch'unch'on, rumbo a Hongch'on y, por otro, pasando por la ruta en la costa oriental rumbo a Kangnung.
Gracias al efecto sorpresa y a sus enormes cantidad de vidas humanas, su ataque fue un éxito aplastante, entrando en Seúl en la tarde del 28 de junio. En pocos días, las fuerzas militares de Corea del Sur estaban en total retirada y, junto al pequeño número de estadounidenses, formaron una línea defensiva al sur del río Han, mientras que en la costa oriental el repliegue fue ordenado. Tuvieron que concentrarse en una pequeña área alrededor de la ciudad de Pusan. Con el apoyo logístico y las acciones de interdicción de la Fuerza Aérea estadounidense, las tropas de Corea del Sur consiguieron estabilizar el llamado Perímetro de Pusan. Parecía que toda la península iba a ser ocupada por el Norte.

### Reacción de Estados Unidos

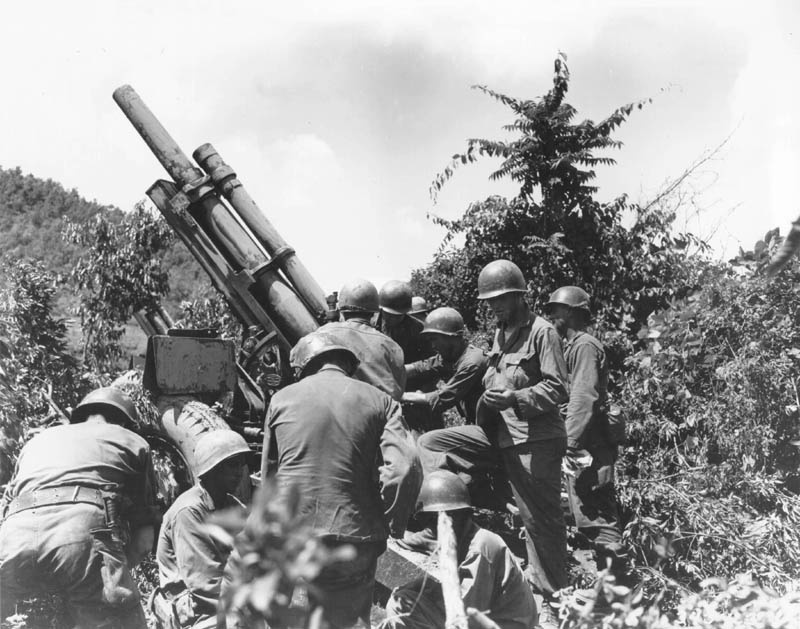
Una posición de obús estadounidense cerca del río Kum, 15 de julio.

La invasión por parte de Corea del Norte pareció tomar por sorpresa a Estados Unidos y a las otras potencias occidentales; Dean Acheson, del Departamento de Estado, había manifestado al Congreso el 20 de junio que la guerra no era probable, pero un informe de la CIA, de principios de marzo, había previsto la invasión para junio.
En audiencia pública por la invasión, el presidente de EE.UU, Harry S. Truman estuvo de acuerdo con sus consejeros en usar la fuerza aérea estadounidense, unilateralmente, contra las fuerzas de Corea del Norte. También ordenó a la Séptima Flota proteger a Taiwán. Los Estados Unidos también mantenían fuerzas sustanciales en Japón, lo cual permitió margen para una intervención rápida. Las acciones estaban puestas bajo el mando de MacArthur, quien estaba a cargo de las fuerzas estadounidenses en el Pacífico. 
Las demás potencias occidentales mostraron inmediatamente su acuerdo con las acciones estadounidenses y ofrecieron su ayuda en el conflicto. La acción estadounidense se llevó a cabo por varias razones. Truman estaba bajo una fuerte presión interna, ya que era considerado demasiado suave con el comunismo. Especialmente elocuentes fueron aquellos que acusaron a los demócratas de contar simplemente con la "derrota china". 
La intervención era también una forma excelente de poner en marcha la nueva Doctrina Truman, la cual abogaba por la oposición al comunismo en cualquier lugar al que este intentara expandirse. Más tarde, Truman recibiría críticas por no obtener una declaración de guerra del Congreso antes de enviar tropas a Corea, pero la situación requería decisión y acciones inmediatas y ese fue su acierto.
Las fuerzas de Estados Unidos estaban sufriendo en aquel momento problemas originados por la desmovilización que había empezado en 1945, tras el fin de la Segunda Guerra Mundial, lo cual en los inicios de la guerra le dio la ventaja a Corea del Norte; a su vez Corea del Sur no disponía de tanques. Los estadounidenses enviaron el Grupo de Operaciones Especiales Smith, y el 5 de julio tuvo lugar el primer choque de la guerra entre norcoreanos y estadounidenses, la Batalla de Osan. 
Durante ocho semanas, además de Osan, otras acciones de combate de los estadounidenses se produjeron a lo largo del Río Kum, a través de Taejon y al sur de Taegu, donde aun las fuerzas de EE.UU estaban en desventaja numerica y de equipamiento. Además, fueron sobrepasados por constantes columnas de refugiados, lo cual en la creencia de militares de entonces, aumentaba el riesgo de que se infiltraran guerrilleros norcoreanos entre ellos. Esto llevó a los desafortunados ataques a columnas de refugiados y, en otras circunstancias, a civiles en general, llevando a que fuerzas de EE.UU fusilaran a unos 400 refugiados cerca de la villa de Nogun-ri, al oeste del Río Nakdong, durante la última semana de julio.
Las potencias lideradas por Estados Unidos obtuvieron un mandato de acción de las Naciones Unidas pese al intento de los soviéticos de bloquear la votación al no presentarse en el Consejo de Seguridad como protesta ante el rechazo de que la República Popular China entrara en el mismo, mientras la República de China (Nacionalista) mantenía el escaño chino, la intención era ganar tiempo para una total derrota de las fuerzas de Corea del Sur y de Estados Unidos y presentar la unión de Corea bajo un régimen comunista como un hecho consumado. La ONU reaccionó interpretando que la ausencia soviética no equivalía a un veto, y únicamente con la abstención de Yugoslavia, el Consejo de Seguridad resolvió apoyar a Corea del Sur, recomendando a los países miembros organizar una fuerza militar bajo el mando de Estados Unidos, con autorización de usar la bandera de las Naciones Unidas (Resolución 83). 
A las fuerzas estadounidenses se unieron durante el conflicto tropas de otros 15 países miembros de la ONU: Australia, Bélgica, Canadá, Colombia, Filipinas, Francia, Reino de Grecia, Países Bajos, Nueva Zelanda, Luxemburgo, el Reino Unido, Unión Sudafricana, Reino de Etiopía, Turquía y Tailandia. Los chinos nacionalistas, que tras la guerral civil en su país se hallaban confinados a Taiwán, solicitaron participar en la guerra, pero su petición fue denegada por los estadounidenses, quienes sospechaban que detrás de ese interés únicamente se ocultaba la motivación de trasladar el conflicto a la China comunista. 

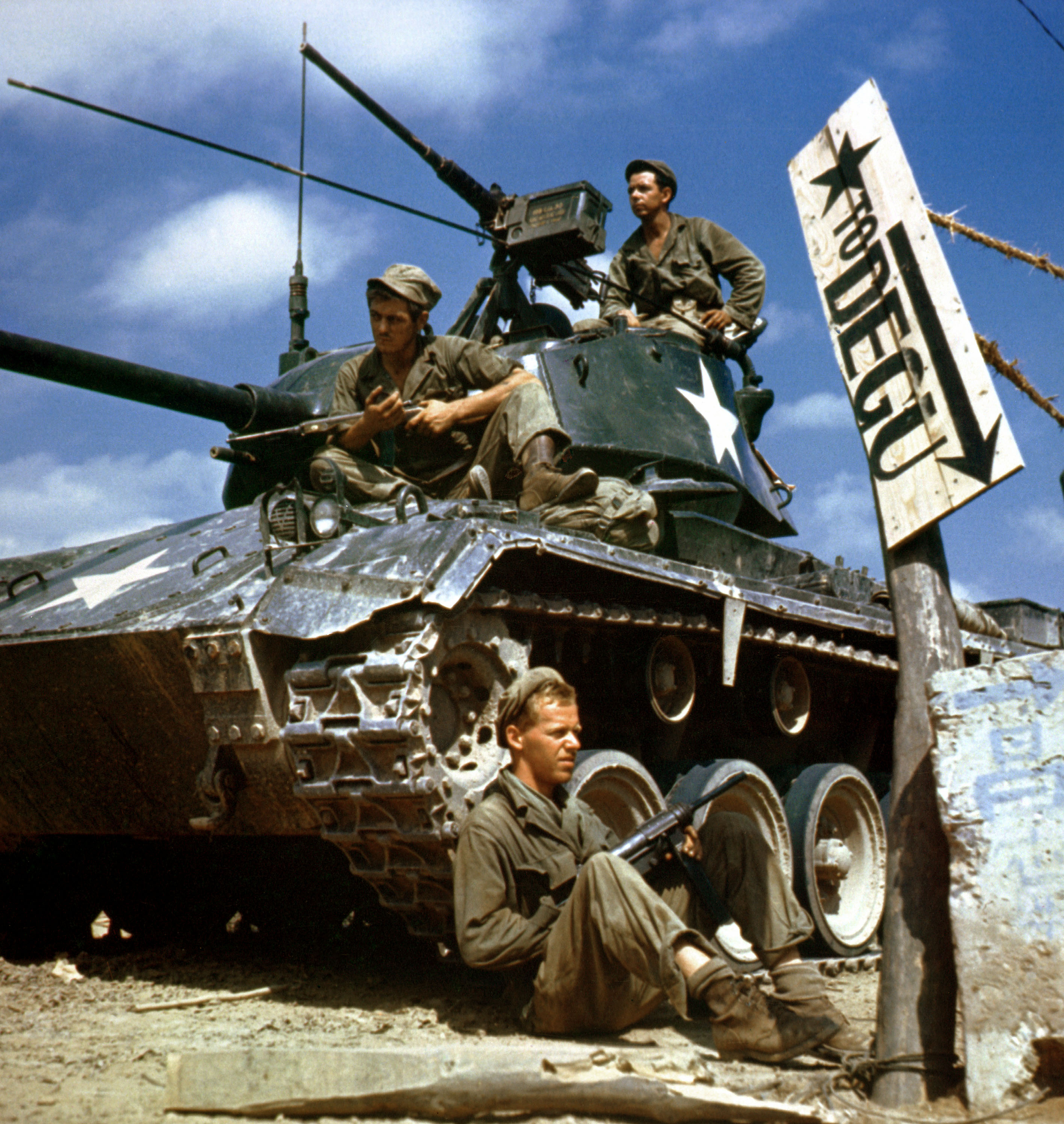
Tripulación de un tanque M-24 estadounidense en las cercanías del río Nakdong, año 1950.

No fue hasta las primeras semanas de agosto que el avance norcoreano fue detenido. El 8.º Ejército de Estados Unidos, comandado por el teniente general Walton Walker, destacado comandante durante la Segunda Guerra Mundial, y el Ejército de Corea del Sur, al mando del Mayor General Chung il Kwon, tuvieron un buen desempeño. La ayuda comenzó a llegar a través del puerto de Pusan, donde estaba la logística del 8.º Ejército, ayudada por mano de obra coreana y japonesa; allí Walker recibió nuevos blindados, artillería, armas antitanque, etc., al tiempo que la 5.ª Fuerza Aérea y los escuadrones navales basados en los portaaviones, atacaban blancos en tierra, como también en la costa oriental lo hacían destructores y cruceros. 
Consciente de que suministros y refuerzos llegaban al puerto de Pusan, el comandante norcoreano que dirigía la ofensiva, General Kim Chaek, ordenó un avance sobre la línea del río Naktong-Taegu-Yongdok, que pronto sería conocido como el Perímetro de Pusan. En la batalla de Tabu-dong (18-26 de agosto), tropas de la 1.ª División de Corea del Sur y del 27.º Equipo de Combate estadounidense detuvieron el principal ataque blindado contra Taegu, y para el 12 de septiembre, los dos cuerpos de Ejército de Corea del Norte contaban tan solo 60.000 hombres, su fuerza blindada había sido considerablemente reducida y habían retrocedido en la mayoría de las posiciones hacia el oeste del Naktong y lejos de Taegu y P'ohang. En ese momento, la iniciativa quedó en manos de la coalición de la ONU.

### Desembarco de Incheon

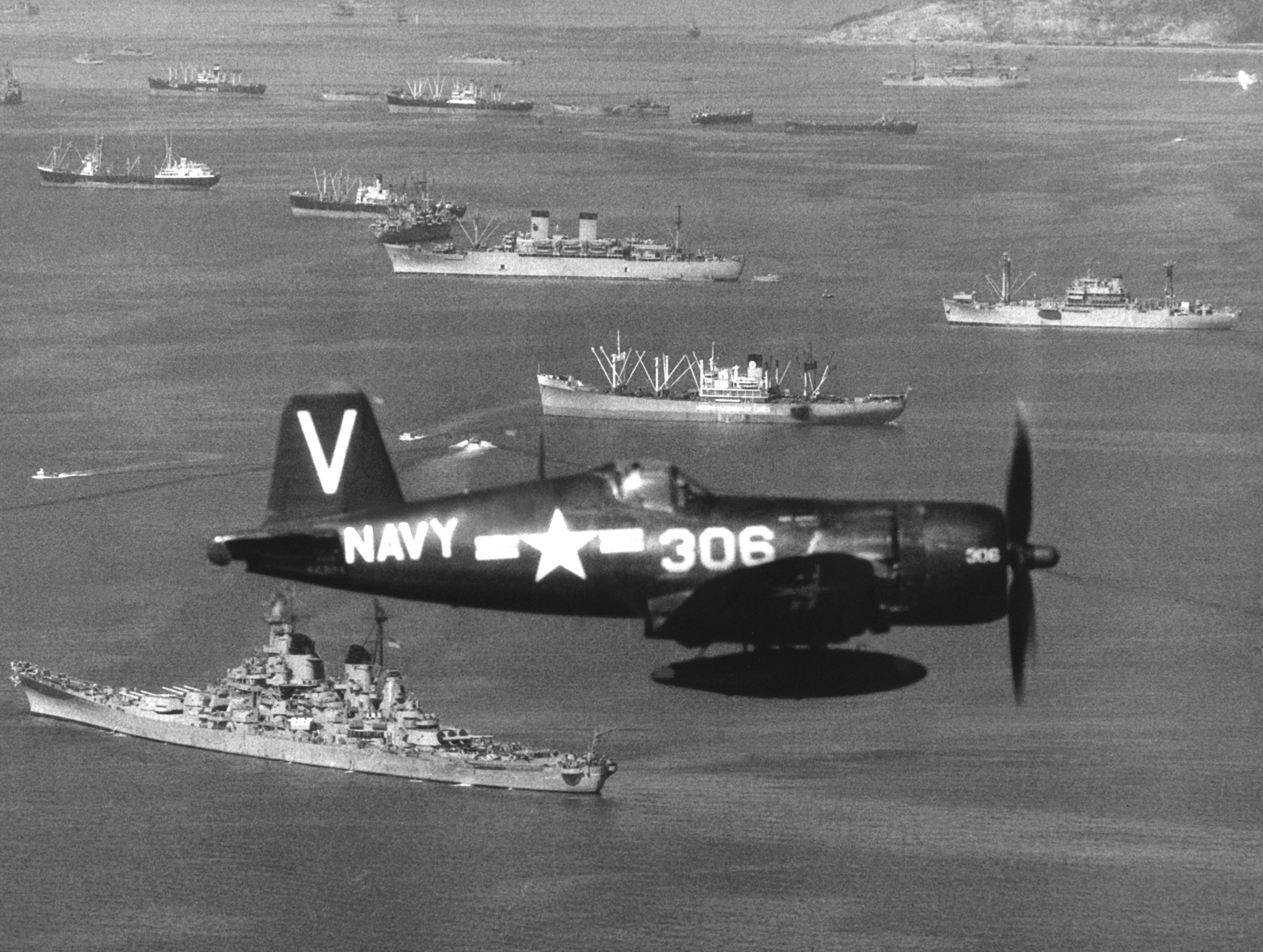
Un avión Vought F4U-4B Corsair del Escuadrón de Cazas 113 (VF-113) (los "Stingers") sobrevuela buques de la ONU frente a Incheon, Corea, el 15 de septiembre de 1950. El VF-113 estaba asignado al Grupo Aéreo de Portaaviones Once (CVG-11) a bordo del portaaviones USS Philippine Sea. El acorazado USS Missouri es visible debajo del Corsair.

El general MacArthur, como comandante en jefe de las fuerzas de la ONU, creía que era necesario un desembarco detrás de las líneas enemigas y había comenzado a planearlo ya en julio de 1950, por lo que ordenó, para aliviar la presión en el perímetro de Pusan, una operación de desembarco en Incheon, por su puerto clave, situado en la costa occidental de Corea del Sur. Esta fue una operación extremadamente arriesgada, pero también fue exitosa. Para la misión se había designado al 10.º Cuerpo, comandado por el Mayor General Edward M. Almond, y constaba de varias divisiones, tanto estadounidenses como surcoreanas. Luego del bombardeo naval y aéreo efectuado el 14 de septiembre, los marines asaltaron la isla de Wolmi, situada frente a la costa, y en los días 15 y 16, las tropas de las Naciones Unidas consiguieron llegar hasta Incheon, enfrentándose únicamente con una leve resistencia y empezando a progresar rápidamente para recapturar Seúl. 
Los norcoreanos tuvieron que retirarse rápidamente de sus líneas de abastecimiento hacia el norte, y las fuerzas de la ONU y la RDC, que habían estado confinadas en el sur, pudieron entonces moverse hacia el norte y enlazar con las tropas recientemente desembarcadas. Tropas de la 1.ª División de Marines de EE.UU, junto a unidades del Ejército de Corea del Sur y de Estados Unidos, entraron a Seúl el 25 de septiembre; MacArthur y el presidente de Corea del Sur, Syngman Rhee, marcharon a la capital y declararon la liberación del país.
Según fuentes estadounidenses, el Ejército de Corea del Norte tuvo cerca de 13.000 soldados hechos prisioneros y unas 50.000 bajas en los meses de agosto-septiembre, lo cual dejaba a esa fuerza muy reducida; sin embargo, 25.000 de sus mejores soldados se habían replegado a las montañas y quedaban 10.000 partisanos en territorio de Corea del Sur. Al replegarse, tomaron miles de civiles surcoreanos como rehenes y mano de obra forzada, a la vez que se produjeron matanzas (la más famosa de este periodo de la guerra es la sucedida en Taejeon, donde unos 5.000 civiles fueron masacrados).
Las tropas de la ONU habían logrado que sus enemigos retrocedieran al otro lado del paralelo 38. El objetivo (salvar a Corea del Sur) se había cumplido.

### Estados Unidos y la ONU invaden Corea del Norte

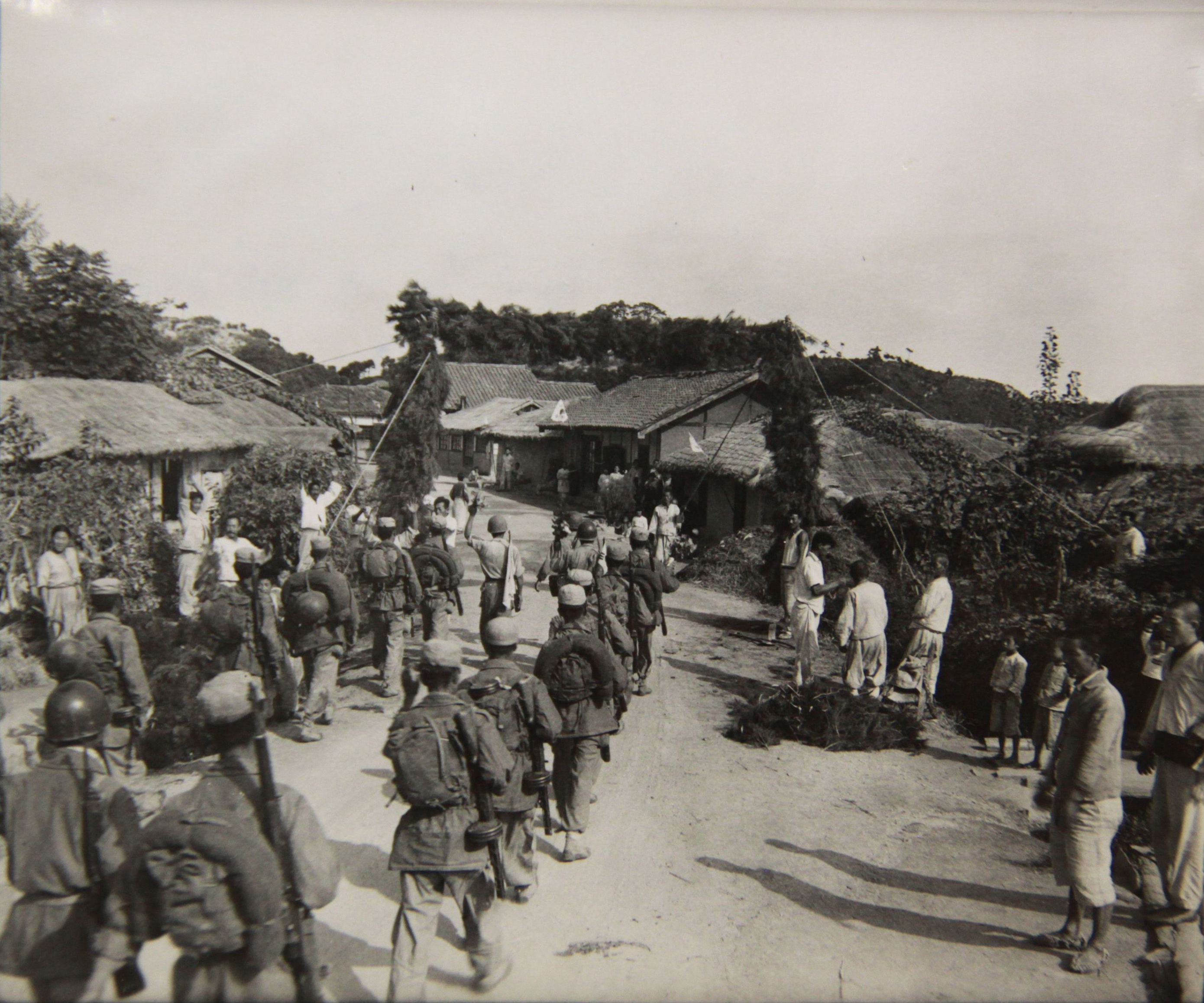
Tropas de Corea del Sur avanzan a través de Kosong.

Recuperada Seúl y Corea del Sur, y debilitado el ejército de Corea del Norte, el presidente Truman tomó la decisión de comenzar a negociar un cese el fuego y ordenó a MacArthur no pasar al norte del paralelo 38, debido al riesgo de escalar la guerra, provocando la intervención de China y la URSS, hasta el punto de desencadenar una guerra atómica. Pero MacArthur, con el apoyo de Syngman Rhee, desobedeció las órdenes directas de Truman y en octubre de 1950 dio la orden de invadir Corea del Norte, enviando las tropas hacía la frontera con China y la Unión Soviética, con la promesa de terminar la guerra antes de Navidad ("Home by Christmas").
Las tropas de la ONU se dividieron en dos ramas principales: por el oeste envió al VIII Cuerpo por vía terrestre, mientras que por el este envió al X Cuerpo por vía marítima. La decisión de MacArthur de dividir sus fuerzas ha sido considerado un error garrafal que determinó la derrota e impidió a EEUU/ONU ocupar toda Corea.
Corea del Sur está dividida en su lado oriental por los infranqueables montes Taebaek, que separaron a las fuerzas de la ONU en dos grupos, mal comunicados. El Octavo Ejército de EE. UU. avanzó hacia el norte a través de la costa occidental de la península de Corea, mientras que el I Cuerpo de la República de Corea (RDC) por vía terrestre y el X Cuerpo de EE. UU., por vía marítima, se dirigieron al norte por la costa oriental. El 19 de octubre, las fuerzas de la coalición entre Estados Unidos y Corea del Sur ocuparon Pyongyang y el gobierno norcoreano se trasladó hacia el este, a Kanggye, 150 km al norte de Chiangjing. El VIII Cuerpo siguió su avance arrollador hacia el norte y a fines de octubre ya habían llegado a la frontera con China, en el río Yalu, controlando toda la mitad occidental del país. 
El 15 de octubre el presidente Truman y MacArthur se habían reunido la Isla Wake para analizar la ofensiva. En esa ocasión Truman le preguntó cuáles eran las chances de intervención soviética o china en Corea y MacArthur respondió:

Muy pocas. Si hubieran interferido en el primer o segundo mes habría sido decisivo. Ya no estamos temerosos de su intervención. Ya no estamos sin recursos (We no longer stand hat in hand). Los chinos tienen 300.000 hombres en Manchuria. De ellos, probablemente no más de 100-125.000 se distribuyen a lo largo del río Yalu. Solo 50-60.000 podrían cruzar el río Yalu. No tienen fuerza aérea. Ahora que tenemos bases para nuestra Fuerza Aérea en Corea, si los chinos trataran de bajar a Pyongyang habría la mayor masacre.

### Intervención china

Fases de la guerra de Corea en 1950, 1951 y 1953. En rojo se muestra el territorio ocupado por los comunistas y en verde, el ocupado por Corea del Sur y sus aliados.

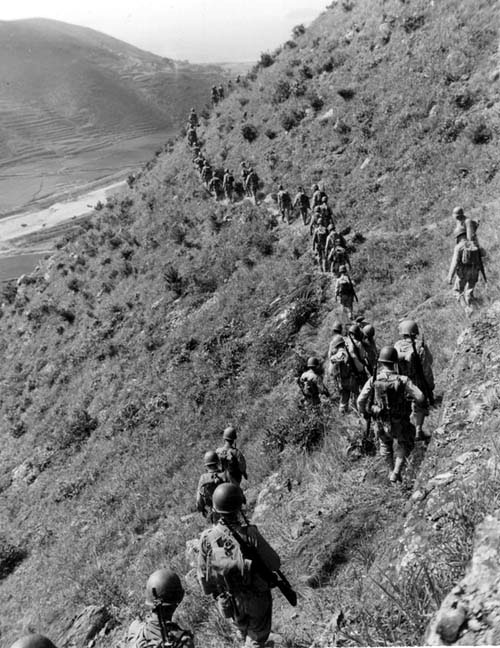
Los marines estadounidenses avanzan por un terreno montañoso accidentado mientras se acercan a las fuerzas norcoreanas.

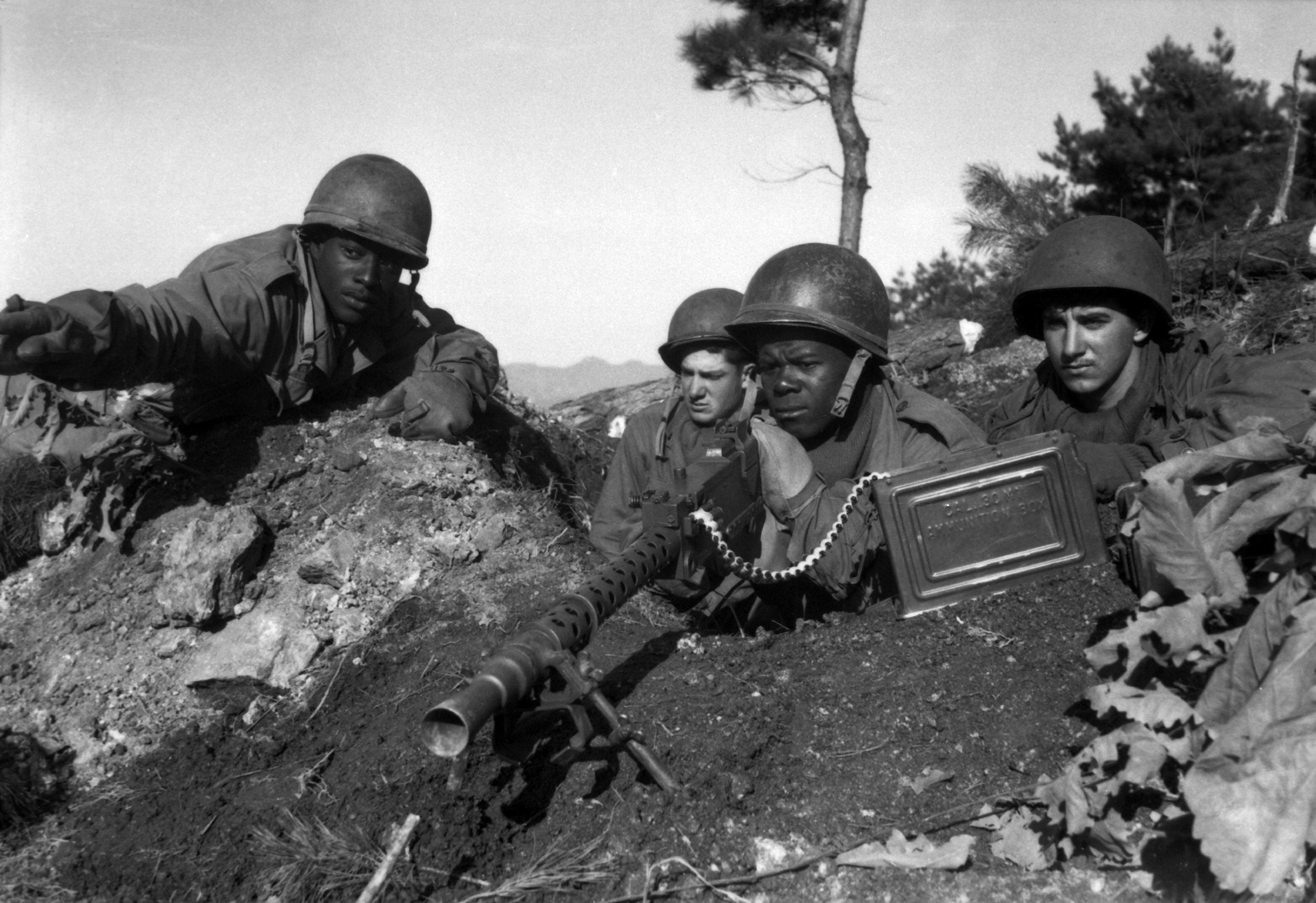
Soldados de la 2.ª División de Infantería de EE. UU. en combate cerca del río Ch'ongch'on (20 de noviembre de 1950).

La República Popular China comenzó a estudiar y realizar planes para una intervención directa en la guerra en julio de 1950, cuando los primeros soldados estadounidenses desembarcaron en Corea del Sur. La guerra civil aún no había finalizado y el 9.º Cuerpo de Ejército del EPL estaba por entonces abocado y equipado para llevar adelante un inminente desembarco en la isla de Taiwán en poder de las fuerzas de Kuomintang, en condiciones estratégicas, tácticas, topográficas y climáticas completamente diferentes.
China ya había transferido 69.200 soldados del EPL, que eran de etnia coreana, al ejército de Corea del Norte en 1949 y 1950. Estos ex soldados chinos constituían el 47% del ejército de Corea del Norte en junio de 1950. La República Popular China había advertido que reaccionaría si las fuerzas de la ONU sobrepasaban el límite de la frontera en el río Yalu o Amnok. 
China buscó la ayuda soviética y presentó la intervención como esencialmente defensiva. «Si permitimos que Estados Unidos ocupe toda Corea... debemos estar preparados para que Estados Unidos declare... la guerra a China», le dijo Mao a Stalin. Zhou Enlai fue enviado a Moscú para agregar contundencia a los argumentos de Mao, que habían sido enviados por cable. Mao retrasó sus fuerzas mientras esperaba la ayuda soviética y, por lo tanto, el ataque planeado fue pospuesto del 13 de octubre al 19 de octubre. 
La asistencia soviética se limitó a apoyo logístico y apoyo aéreo a 96 km del frente de batalla. Los MiG-15 con los colores de la RPC fueron una desagradable sorpresa para los pilotos de la ONU y consiguieron mantener la superioridad aérea local contra los F-80 Shooting Star hasta que fueron desplegados los nuevos F-86 Sabre. La intervención de los soviéticos fue conocida por Estados Unidos, pero prefirieron guardar silencio para evitar cualquier incidente internacional y potencialmente nuclear.
China formó una fuerza de voluntarios llamado Ejército Popular de Voluntarios (EPV), bajo el mando del general Peng Dehuai, con 380.000 soldados divididos principalmente en dos cuerpos: el 9.º Cuerpo del EPL al mando de Song Shilun, y el 13.º Cuerpo del EPL, al mando de Deng Hua. Hasta agosto, las tropas chinas se estaban preparando para la etapa final de la guerra civil en Taiwán y otras islas, razón por la cual no había tiempo para entrenar, equipar y abastecer adecuadamente a las tropas para las condiciones del combate en Corea, en un enfrentamiento contra la principal potencia militar del mundo. Los altos mandos estimaron que la superioridad cuantitativa, una alta moral en la tropa y la aplicación de los principios estratégicos y tácticos tradicionales chinos, aún a costa de grandes bajas, podrían hacer una diferencia favorable frente a la superioridad de los recursos bélicos y el equipamiento de las tropas estadounidenses.

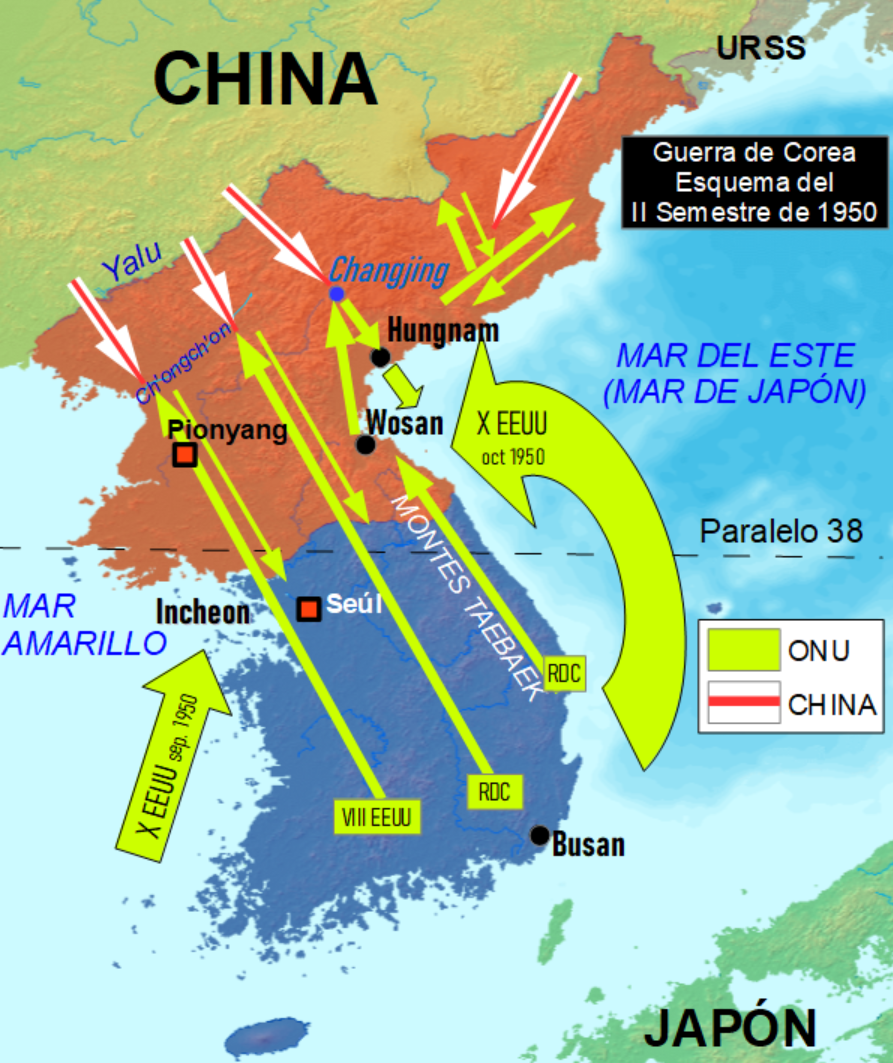
Guerra de Corea: esquema del enfrentamiento entre las tropas de Estados Unidos y la mayoría de la ONU, contra las tropas de China, en el segundo semestre de 1950.

La intervención china se inició el 19 de octubre de 1950 y se desarrolló en cinco fases. La primera fase (octubre) permitió detener el avance de las fuerzas norteamericanas hacia la frontera china. La segunda fase (noviembre y diciembre de 1950), llevada adelante en dos frentes (occidental y oriental), obligó a las fuerzas de la ONU a retirarse y volver a Corea del Sur. La tercera fase (31 de diciembre de 1950 - 7 de enero de 1951) consistió en la invasión china de Corea del Sur y la ocupación de Seúl. En la cuarta fase (25 de enero al 21 de abril de 1951) la ONU contraataca y obliga al EPV a retroceder hacia el límite original de las dos Coreas. En la quinta fase (22 de abril al 15 de junio de 1951) la ONU emprende la "Segunda Ofensiva de Primavera" y avanzó hacia Cheolwon y Yeoncheon y el Ejército de Voluntarios detuvo con esfuerzo el ataque. Desde entonces ambos bandos adoptaron estrategias defensivas. 
En la segunda fase se produjeron las decisivas batallas del río Ch'ongch'on en el frente occidental y del embalse de Chosin o del Lago Changjin en el frente oriental.
En la del río Ch'ongch'on en el frente occidental, el 13.º Cuerpo del EPV derrotó al VIII Cuerpo de EE.UU obligándolo a salir de Corea del Norte luego de una desastrosa retirada. La dureza de la batalla minó la moral de las tropas norteamericanas, impulsando la indisciplina y los actos de cobardía, a tal punto que se generalizó la expresión "bug out fever", que puede traducirse como "fiebre de huir en estampida como insectos".
La Batalla del embalse de Chosin o Batalla del Lago Changjin, según como la denominó cada bando, en el invierno fue un duro golpe para las tropas de las Naciones Unidas, compuestas principalmente por el 7.º Regimiento de Marines (X Cuerpo). La situación fue tal que MacArthur solicitó el envío de 26 armas atómicas, alarmando al mundo, razón por la cual el presidente Truman negó la solicitud primero y luego relevaría a MacArthur.
La ofensiva china se caracterizó por el uso de la sorpresa y la velocidad. La retirada del X Cuerpo de Ejército de Estados Unidos en el frente oriental fue la más larga y mortífera retirada de una unidad estadounidense en la historia. 
A comienzos de diciembre China propuso iniciar negociaciones para firmar un "tratado de paz", pero las Naciones Unidas y EE.UU se negaron.
En la tercera fase, las fuerzas de China y Corea del Norte recapturaron Seúl el 4 de enero de 1951. Tras negociaciones fallidas de cese al fuego en enero, la Asamblea General de las Naciones Unidas, pese al veto de la URSS en el Consejo de Seguridad y el desconocimiento de la República Popular China, aprobó el 1 de febrero de 1952 la Resolución 498, ignorando la existencia de Corea del Norte, desconociendo el derecho de China a actuar defensivamente, calificándola de potencia agresora y exhortando a sus tropas a que salieran de la península.
El 14 de marzo China abandona Seúl que es recuperada por las fuerzas lideradas por Estados Unidos. El general MacArthur fue relevado del mando por el presidente Truman en 1951 y reemplazado por el general Matthew Ridgway. Las razones de esta decisión fueron múltiples: MacArthur se había entrevistado con Chiang Kai-shek, presidente de la República de China exiliado en la isla de Taiwán, desempeñando una función diplomática para la que no estaba autorizado; MacArthur también se equivocó en Guam, al informar erróneamente a Truman sobre las tropas chinas estacionadas cerca de la frontera con Corea; finalmente, el plan de MacArthur de desencadenar un ataque nuclear sobre China, precipitó su caída.

### Estancamiento (julio de 1951-julio de 1953)

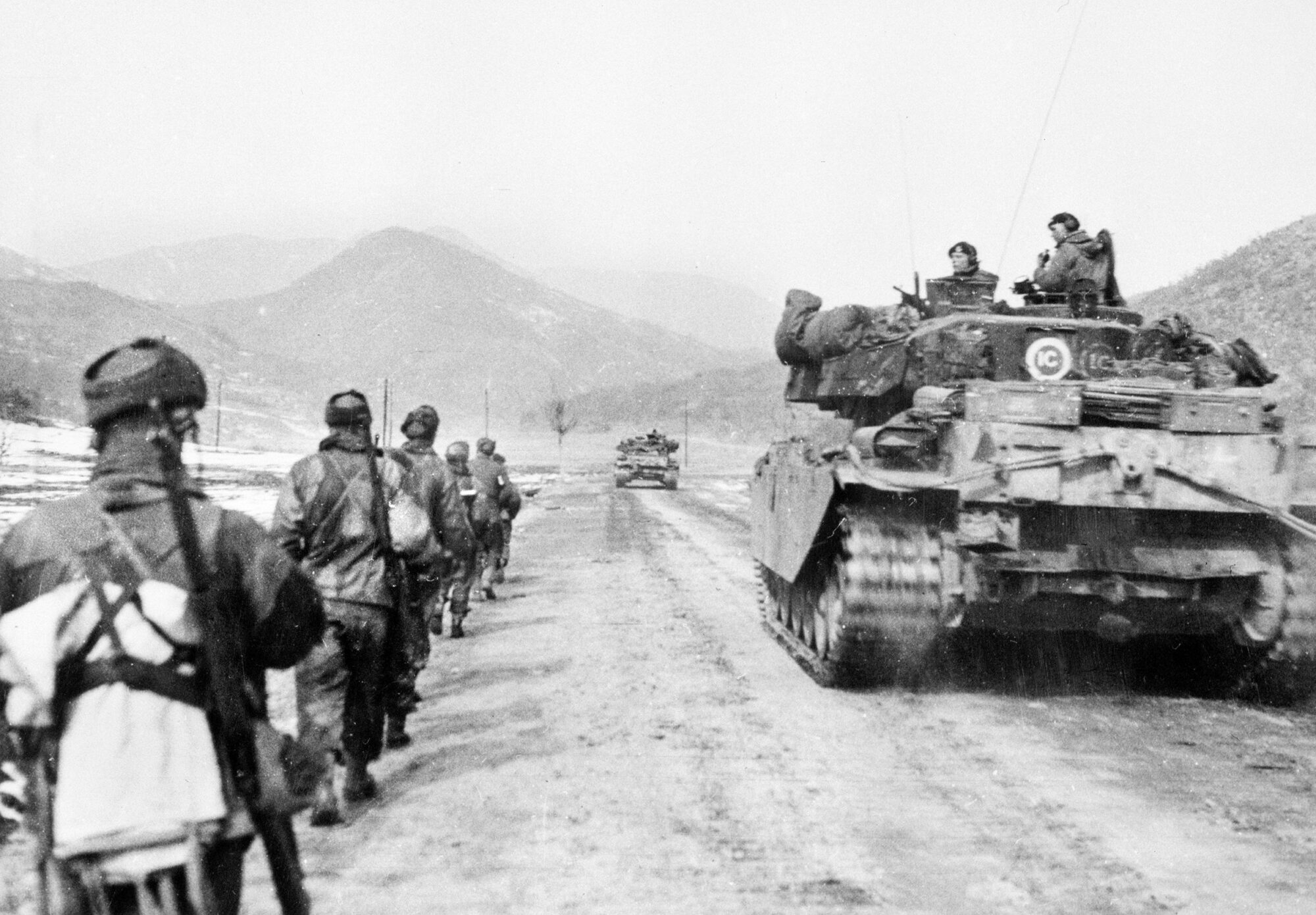
Las tropas británicas de la ONU avanzan junto a un tanque Centurión, marzo de 1951

Desde que representantes de ambos bandos se reunieron por primera vez para negociar en julio de 1951, hasta la firma del armisticio (27 de julio de 1953), la guerra de Corea estuvo en una fase estancada. Esta fase tuvo dos características muy puntuales:
- Ambos bandos habían comprendido la imposibilidad de unificar Corea por la fuerza.
- El movimiento de los ejércitos de ambos bandos nunca tuvo la intensidad del primer año de la guerra.

El resto de la guerra solo tuvo pequeños cambios de territorio y largas negociaciones de paz (las cuales empezaron en Kaesong el 10 de julio del mismo año). Mientras las negociaciones iniciales se realizaban, los generales Ridgeway y Van Fleet creían que las mismas no prosperarian sin otras nuevas ofensivas de las Naciones Unidas cruzando el paralelo 38; en particular, se lanzó la ofensiva de otoño (31 de agosto-12 de noviembre) en la cual se libraron batallas como Bloody Ridge, Heartbreak Ridge, The Punchbowl y Kanmubong Ridge. 

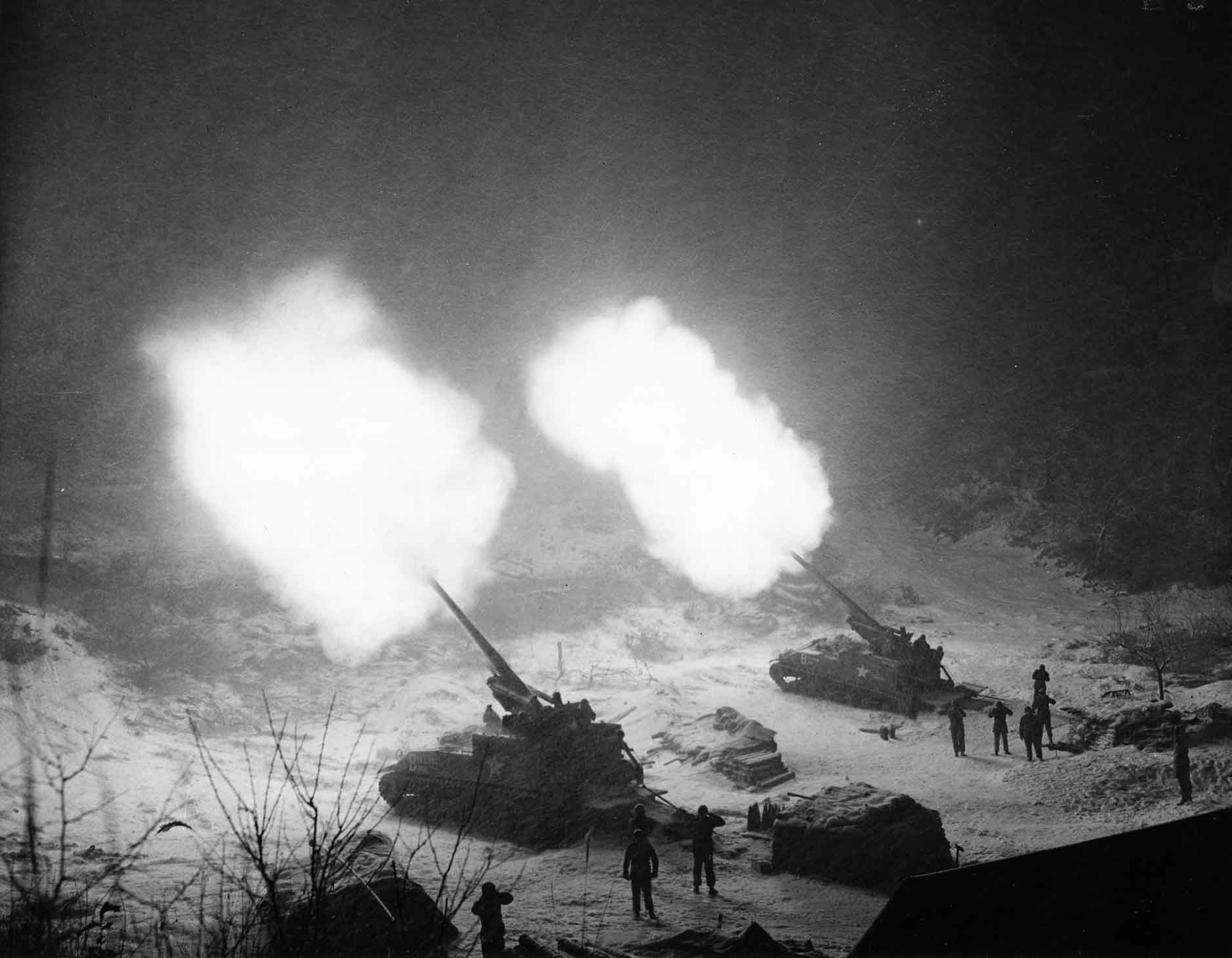
Un par de M40 GMC dando apoyo de fuego a la 25.ª división de infantería del ejército de Estados Unidos, en Munema, el 26 de noviembre de 1951.

En las mismas intervinieron los I y X Corps (cada uno con unas cinco divisiones), a los que se sumaban unidades británicas y surcoreanas; hubo 60.000 bajas, de las cuales 22.000 eran norteamericanas. En este punto de la guerra, la coalición de la ONU cedió la iniciativa a las tropas chinas, que lanzaron contraataques en varias zonas; las mismas sufrieron entre 100 y 150.000 bajas.
Desde septiembre a noviembre de 1952, la fuerza expedicionaria china llevó a cabo su sexta ofensiva, forzando a los aliados definitivamente a regresar a territorio surcoreano. En particular se caracterizó por ataques nocturnos y un gran uso de artillería, dando lugar a batallas libradas en colinas, con nombres como White Horse Mountain, Old Baldy, Sniper Ridge, Capitol Hill, Triangle Hill, Pike's Peak, Jackson Heights y Jane Russell Hill. Al tiempo que los combates se disiparon a mediados de noviembre de 1952, el 8.º Ejército de Estados Unidos había perdido 10.000 hombres, y las fuerzas chinas unos 15.000. 

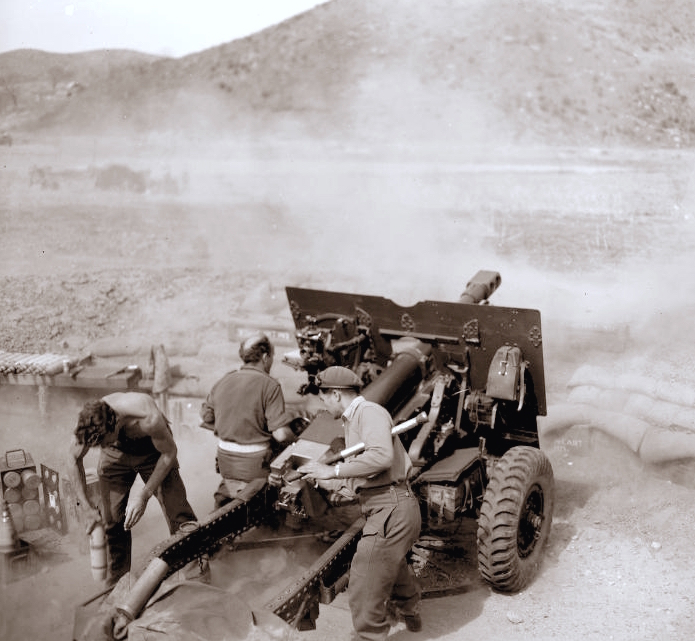
Artilleros de Nueva Zelanda en acción, 1952.

Los comandantes chinos creían que el sacrificio realizado había persuadido al entonces recién electo presidente Dwight Eisenhower a no realizar más cruces del paralelo 38; pero en verdad tanto Eisenhower como su Secretario de Estado, John Foster Dulles, creían que la continuidad de la guerra era incompatible con los intereses de Estados Unidos. Esto se había decidido a pesar de que el presidente de Corea del Sur, Syngman Rhee, quien en 1952 había forzado una cuestionable reelección para un nuevo periodo, estaba en desacuerdo con tal decisión. 
Las fuerzas armadas chinas realizaron su séptima y última ofensiva en mayo de 1953, contra tropas de EE. UU. y de la Commonwealth en el sector del río Imjin. El último acto de guerra fue la batalla de la saliente de Kumsong.

### Campaña aérea

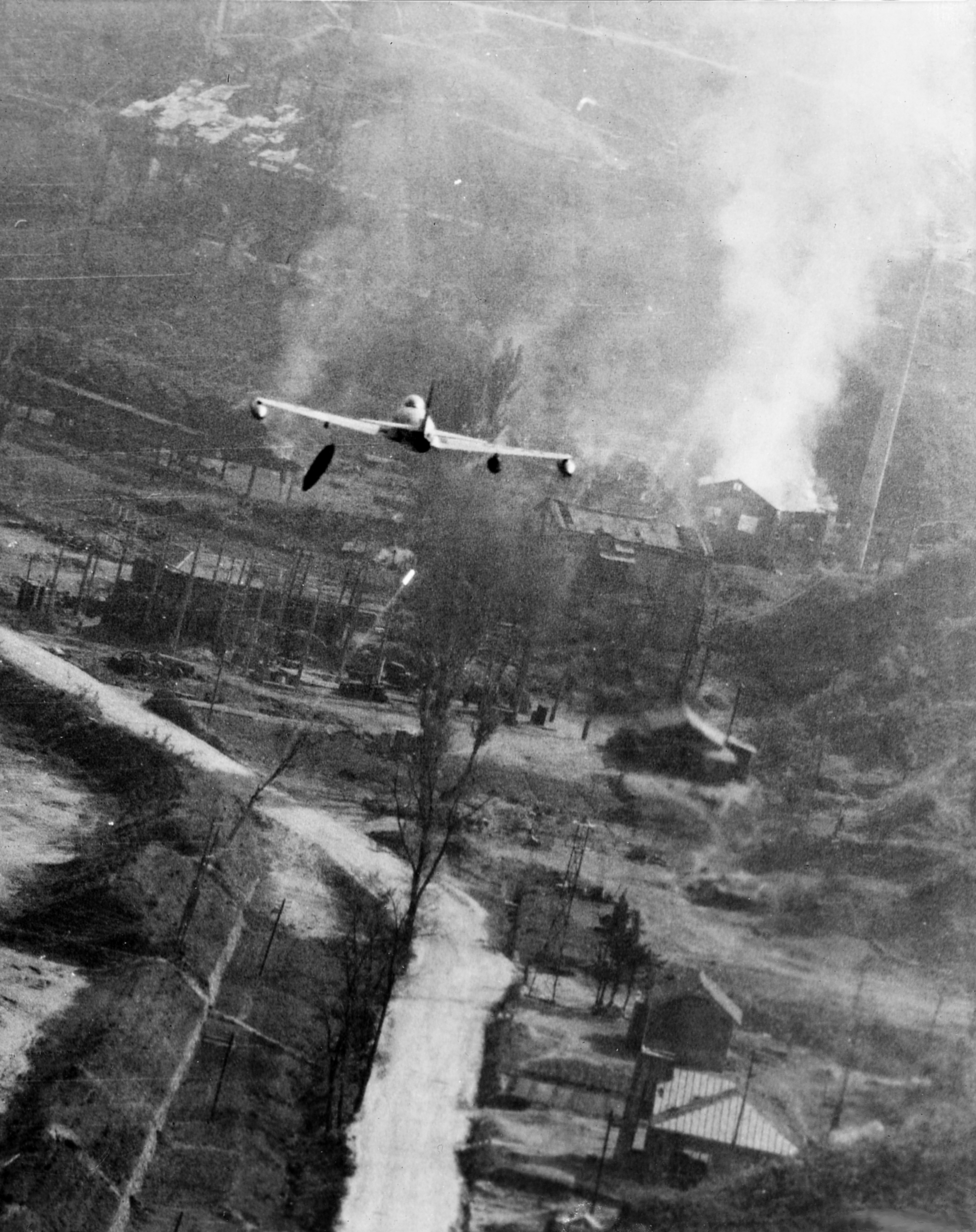
Un Lockheed P-80 Shooting Star de la USAF arrojando napalm en Corea, mayo de 1952.

Estados Unidos puso en marcha una dura campaña de bombardeos aéreos contra Corea del Norte que causó severos daños al país. Los aviones B-29 Superfortress enviados al norte utilizaron armas incendiarias como el napalm. Estados Unidos lanzó 635.000 toneladas de explosivos sobre Corea y 32.557 toneladas de napalm, una cantidad que supera todas las bombas que cayeron sobre el Pacífico durante la Segunda Guerra Mundial.
En marzo de 1953, el comité de la FEAF comenzó a estudiar la posibilidad de atacar el sistema de irrigación para 422.000 acres de plantaciones de arroz, en los complejos agriculturales del sur de Pionyang y de Hwanghae. El hecho de que estuvieran defendidos por unidades norcoreanas, convenció de la importancia de ese objetivo. Estimaban que, al atacar la producción de arroz, se produciria escasez y la necesidad de importarlo desde China, sobrecargando así las rutas de transporte terrestres, así como desviaria tropas para reparaciones y seguridad.

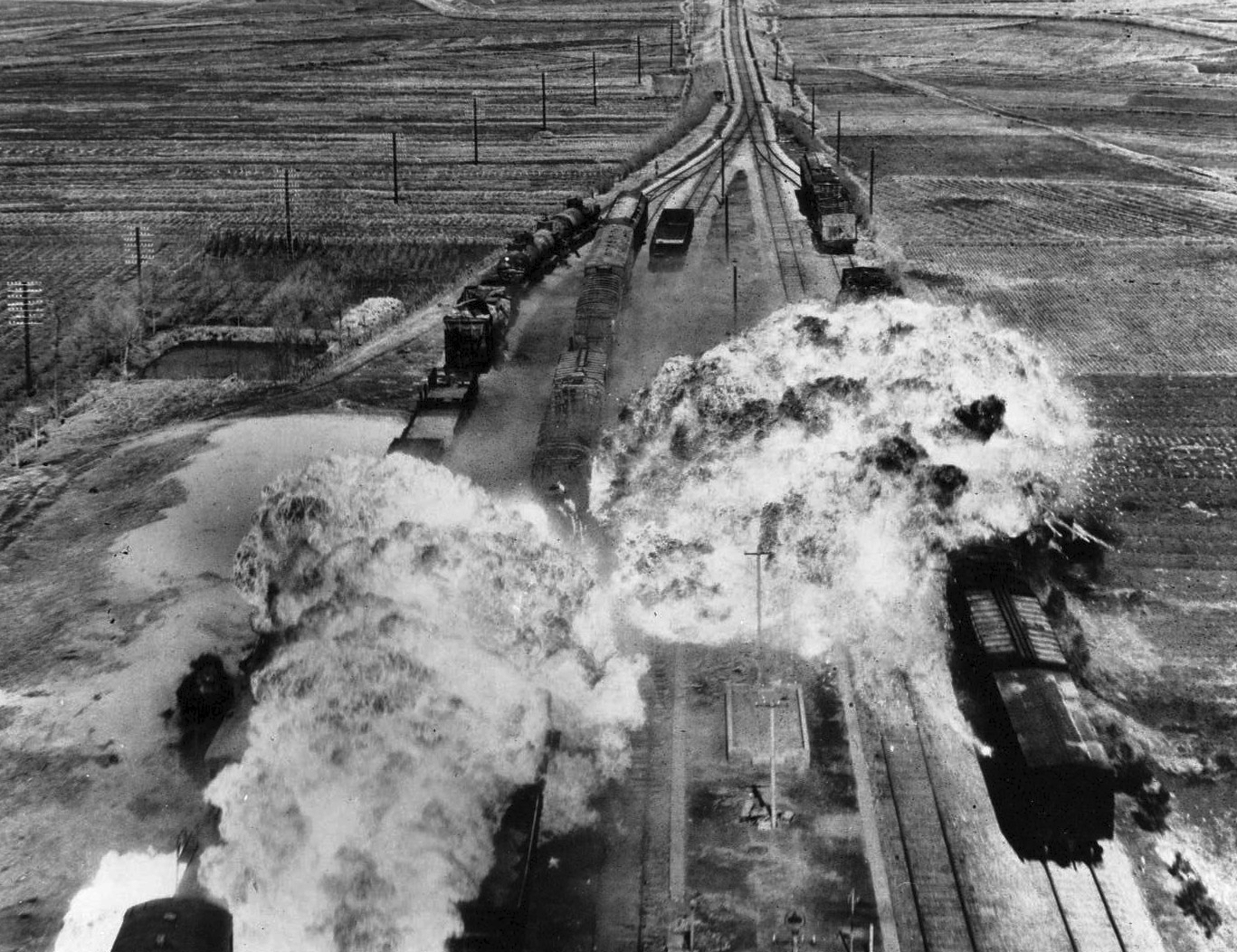
La Fuerza Aérea de Estados Unidos ataca vías ferroviarias al sur de Wonsan, en la costa este de Corea del Norte, año 1950.

El 13 de mayo de 1953, veinte cazabombarderos F-84 Thunderjet atacaron la presa Toksan, causando una inundación que destruyó 700 edificios en Pionyang y miles de hectáreas de arroz. Del 15 al 16 de mayo, dos grupos de F-84 bombardearon la presa de Chasan. Las presas de Kuwonga, Namsi y Taecho fueron igualmente atacadas.
El bombardeo de estas cinco represas y las inundaciones subsiguientes amenazaron a varios millones de norcoreanos con el hambre. Según Charles K. Armstrong, solo la asistencia de emergencia de China, la URSS y otros países socialistas pudo evitar la hambruna generalizada.
Los gobiernos de la República Popular China, la Unión Soviética y Corea del Norte acusaron a las fuerzas armadas de Estados Unidos de llevar a cabo ataques con armas biológicas durante la contienda.

### Campaña naval
Debido a que ninguna de los dos Coreas tenía una armada importante, la guerra contó con pocas batallas navales. Una escaramuza entre Corea del Norte y el Comando de la ONU ocurrió el 2 de julio de 1950ː el crucero estadounidense USS Juneau, el crucero de la Royal Navy HMS Jamaica y la fragata también británica HMS Black Swan lucharon contra cuatro torpederos norcoreanos y dos cañoneras y los hundieron. El USS Juneau hundió luego varios barcos de municiones que habían estado presentes. La última batalla naval de la guerra de Corea sucedió en Inchon, días antes de la batalla de Incheon. 
Cinco barcos de la Armada de los Estados Unidos fueron hundidos durante la guerra, todos por minas navales.

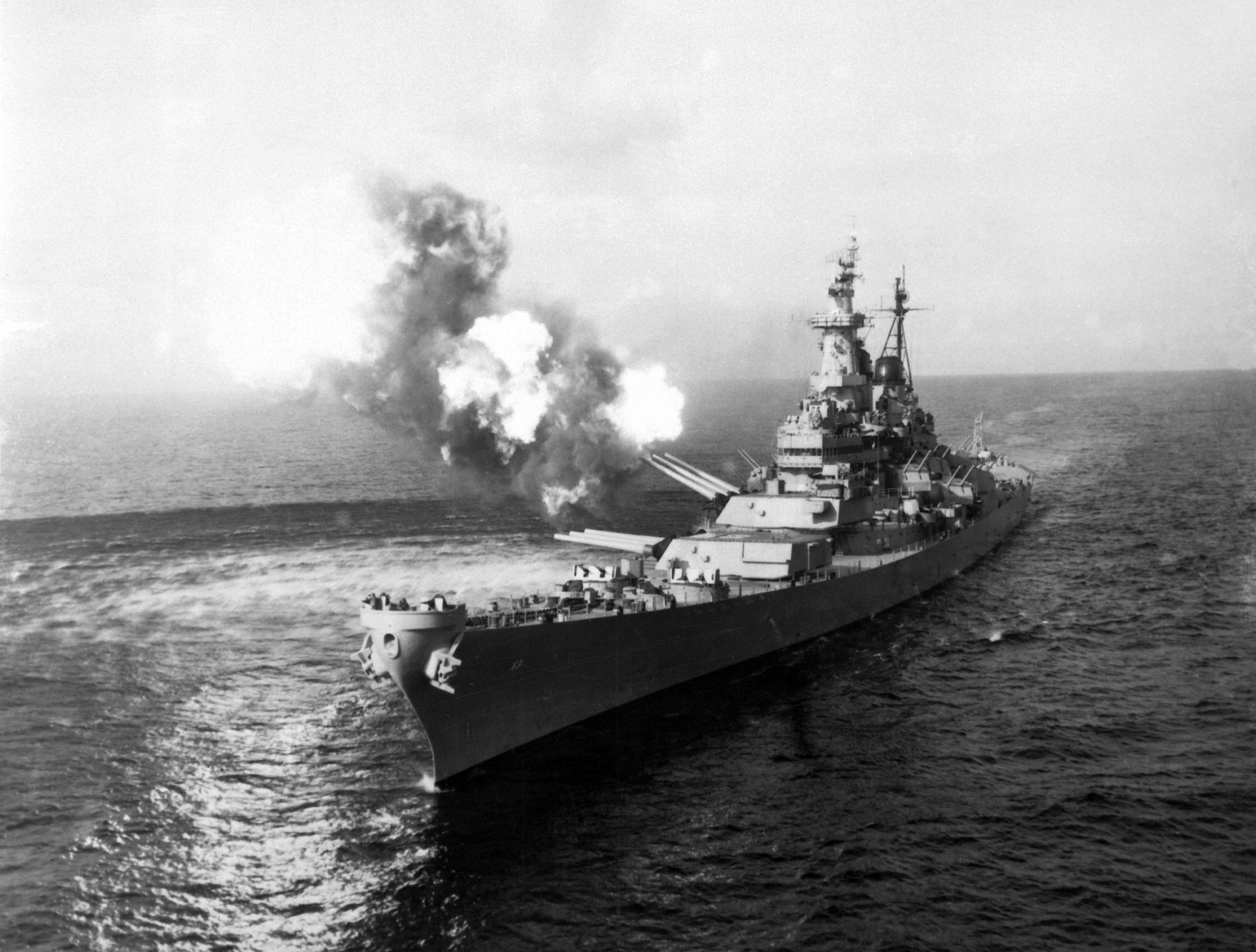
Para interrumpir las comunicaciones de Corea del Norte, el USS Missouri dispara una salva de sus cañones de 16 pulgadas contra objetivos costeros cerca de Ch'ŏngjin, Corea del Norte, el 21 de octubre de 1950.

Luego de la invasión norcoreana (25 de junio de 1950), la Flota Estadounidense del Pacífico (US Pacific Fleet) había sido puesta en alerta. Su base en la isla de Okinawa (Japón) fue el lugar desde donde salió la Task Force 77 (TF 77). El primer ministro del Reino Unido, Clement Attlee, informó que las fuerzas navales inglesas destacadas en aguas japonesas (el portaaviones ligero HMS Triumph, el crucero HMS Jamaica, algunos destructores y fragatas, además de un buque hospital) apoyarían la resolución de las Naciones Unidas, a lo que se sumaron el 29 de junio los gobiernos de Canadá, Australia y Nueva Zelanda. 
Los primeros ataques aéreos lanzados desde portaaviones se produjeron los días 3 y 4 de julio con los portaaviones USS Valley Forge y HMS Triumph operando juntos. Sus jets atacaron Pionyang y otros blancos, como la Base Aérea de Haeju, buques pequeños en el Estuario de Taedong, vías de ferrocarril entre Haeju y Yonan y columnas de tropas enemigas. El control marítimo ejercido por los Aliados permitió proteger el sector de Pusan, lugar donde se replegaban las fuerzas terrestres, y de donde posteriormente saldría la ofensiva que recuperaría terreno.
Las aeronaves embarcadas en el portaaviones inglés HMS Theseus, realizaron 3.500 salidas de ataque hasta abril de 1951, cuando el buque fue relevado por el portaaviones HMS Glory; la aviación de este buque participó en misiones en apoyo del 1.er Batallón del Regimiento Gloucestershire, cuando esa unidad fue casi aniquilada en su posición en el río Imjin, en el contexto de la ofensiva china de primavera. También en la lucha en Kapyong, donde tropas inglesas y estadounidenses combatieron juntas.
Durante la reconquista de Seúl (Segunda Batalla de Seúl), los marines de la 1.ª División contaron con apoyo de aeronaves del Cuerpo de Marines (USMC). Hubo 6 escuadrones asignados para apoyar a los marines durante la reconquista de la capital surcoreana; en particular destacaron los escuadrones VMF-214 (Black Sheep) y VMF-323 (Death Rattlers). Los pilotos del VMF-214 operaron desde el portaaviones USS Sicily (CVE-118) en apoyo a los combates en el cerco de Pusan, el desembarco de Inchon y la ya mencionada reconquista de Seúl. Por su parte, el VMF-323 actuó desde el portaaviones Baedong Strait (CVE-116), realizando un total de 784 misiones de combate. A su vez, se dio un hecho histórico cuando el escuadrón de helicópteros VM0-6 se destacó a Pusan en agosto de 1950, junto con la 1.ª Brigada de Marines, inaugurando la era de los helicópteros.

### Armisticio

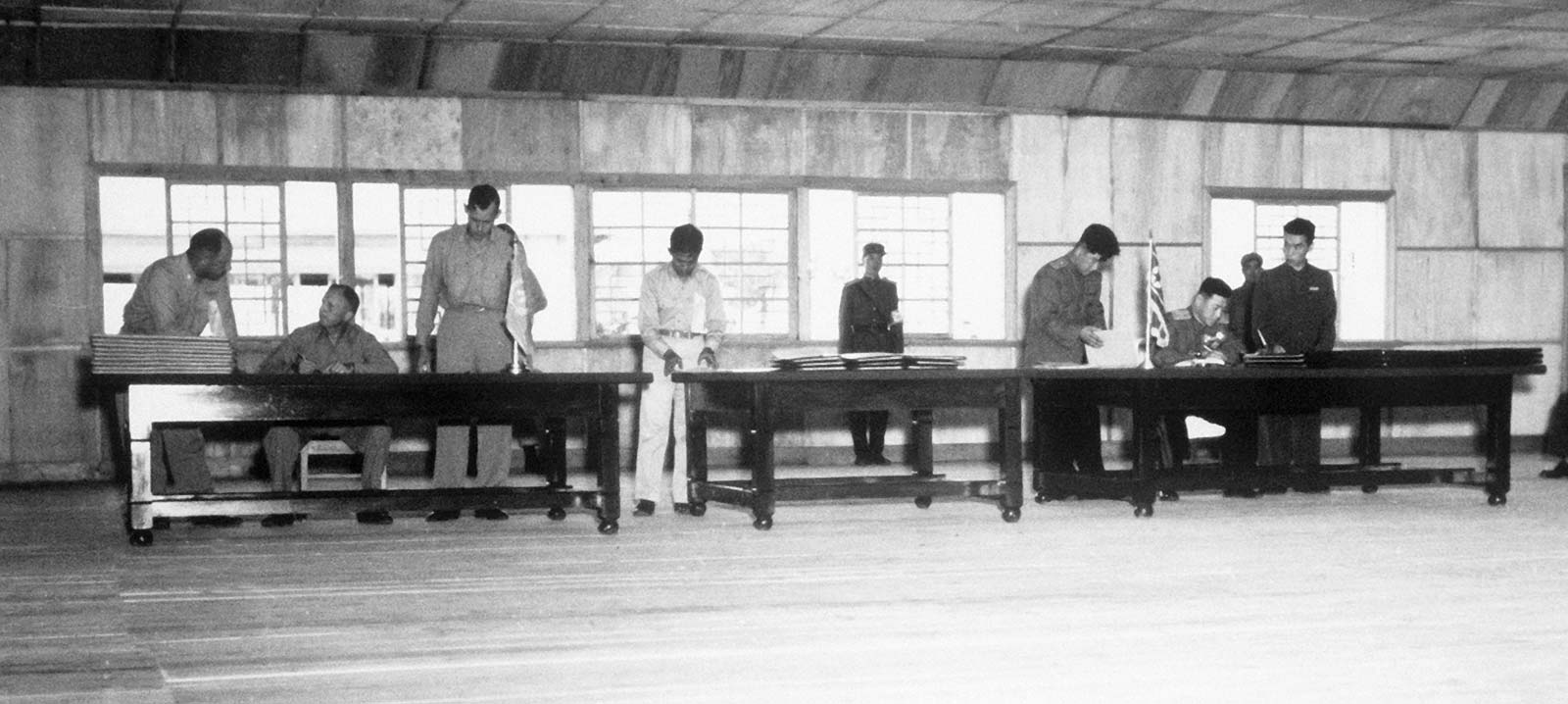
Los delegados firman el Acuerdo de Armisticio de Corea en Panmunjom.

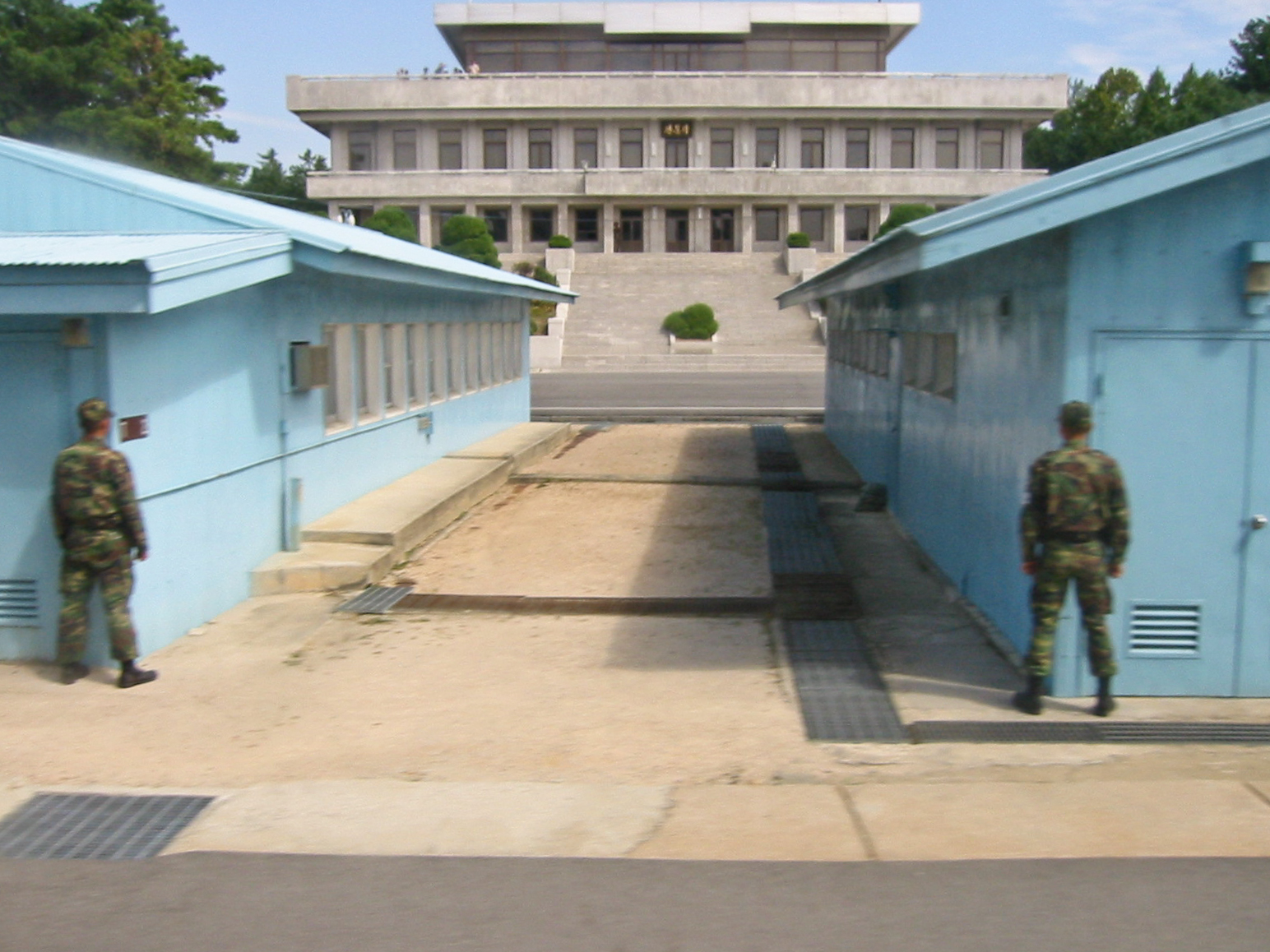
Panmunjeom, frontera entre el Sur y el Norte de Corea en la Zona Desmilitarizada.

El presidente estadounidense Dwight Eisenhower, elegido el 29 de noviembre de 1952, prometió en su campaña viajar a Corea para ver qué se podría hacer para finalizar el conflicto.
El 27 de julio de 1953, Estados Unidos y Corea del Norte firmaron el armisticio. Dicho armisticio fue establecido para asegurar el cese total de las hostilidades y de los actos bélicos en la península de Corea hasta que se alcance un acuerdo de paz definitivo, que hasta la fecha aún no se ha alcanzado y, por ende, ambas naciones se encuentran técnicamente en guerra.
La firma de este armisticio también fijó la actual zona desmilitarizada de Corea tomando como referencia el paralelo 38 norte; esta línea entre ambas naciones sirve como frontera, una de las más fortificadas militarmente del mundo. Dicha zona desmilitarizada aún hoy en día es defendida por las tropas de Corea del Norte, por un lado, y por las de Corea del Sur y de los Estados Unidos, por el otro.

## Resultado

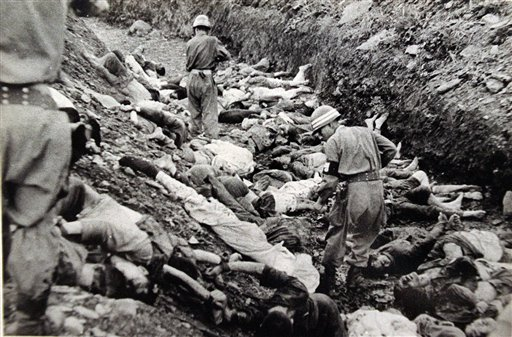
Soldados surcoreanos caminan entre los cuerpos de prisioneros políticos ejecutados cerca de Daejeon, julio de 1950.

La recuperación de la posguerra fue diferente en las dos Coreas. En el sur, Syngman Rhee gobernó de forma autoritaria hasta 1960, cuando se vio obligado a dimitir al descubrirse un fraude electoral. En 1962 el general Park Chung-hee da un golpe de Estado. En 1953, Corea del Sur y los Estados Unidos firmaron un Tratado de Defensa Mutua todavía en vigor.
Corea del Sur se vio rápidamente favorecido por las políticas de apertura comercial y libre mercado, convirtiéndose en pocas décadas en una potencia regional, social y tecnológicamente desarrollada.

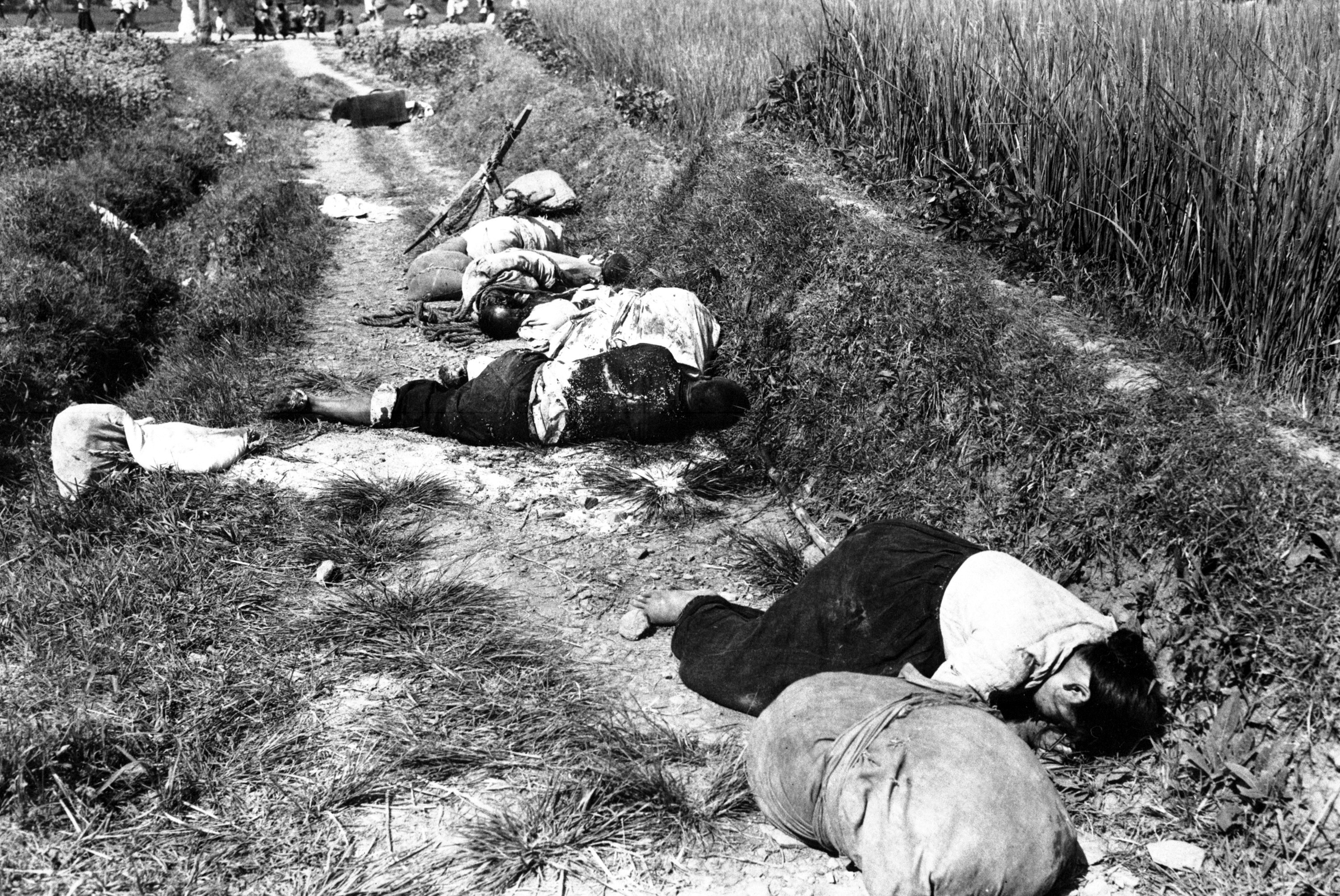
Civiles muertos durante una batalla nocturna cerca de Yongsan-gu, agosto de 1950.

En el norte, Kim Il-sung continuó gobernando, de forma autoritaria, hasta su muerte el 8 de julio de 1994, siendo sucedido por su hijo Kim Jong-il. Después del armisticio, Kim Il-sung solicitó asistencia económica e industrial soviética. En septiembre de 1953, el gobierno soviético acordó cancelar o posponer el pago de todas ... las deudas pendientes y prometió otorgar a Corea del Norte mil millones de rublos en ayuda monetaria, equipos industriales y bienes de consumo. 
Los miembros de Europa del Este del Bloque soviético también contribuyeron con apoyo logístico, asistencia técnica y suministros médicos. China canceló las deudas de  Corea del Norte, proporcionó 800 millones de yuanes, prometió cooperación comercial y envió miles de soldados para reconstruir la infraestructura dañada. A pesar de todo esto, Corea del Norte es uno de los países más represivos y cerrados al mundo. Ningún coreano del norte tiene permitido salir del país por su cuenta y se desconocen las cifras reales de pobreza y desnutrición. Del mismo modo, refugiados norcoreanos denunciaron sistemáticamente ejecuciones a disidentes políticos, entre otras aberraciones.

## Participación de países hispanoamericanos

### Colombia

Escudo del Batallón Colombia.

El 27 de junio de 1950, el secretario de la ONU formuló la petición de ayuda para las fuerzas aliadas desplegadas en la península. Respondieron a la llamada naciones como Australia, Bélgica, Luxemburgo, Grecia, Países Bajos, Francia, Turquía, Canadá, entre otras, llegando a un total de 18 naciones que ofrecieron apoyo militar. En cuanto a los demás países americanos, se esperaba que México, Argentina, Brasil y Chile colaboraran con un Regimiento y que los demás aportaran una Compañía cada uno; muchos de ellos denegaron esta ayuda porque consideraban que en el fondo se trataba de una lucha entre la Unión Soviética y los Estados Unidos.
El 30 de junio, el gobierno de Laureano Gómez Castro ofreció una unidad naval a las fuerzas aliadas y dos semanas más tarde agregó a su compromiso un batallón de infantería, que aún no existía. Aceptadas ambas unidades, el ministro de Guerra Roberto Urdaneta envió la fragata Almirante Padilla desde Cartagena hacia la base naval de San Diego (California), bajo el mando del capitán de corbeta Julio César Reyes Canal, con el fin de adelantar reparaciones y adecuación de su equipo para la misión de guerra y un período de entrenamiento para la tripulación. 
En cuanto al cuerpo de infantería, el Decreto 3927 de diciembre de 1950 creó el Batallón de Infantería N.º 1 Colombia, con destino al ejército de las Naciones Unidas en Corea. El batallón estaba integrado por soldados procedentes de todas las regiones del país, alojándose en la Escuela de Caballería del Ejército, en Bogotá. Tras un periodo instructivo, dicho batallón fue trasladado a finales de mayo de 1951 por el buque estadounidense USS Aiken Victory, arribando a Pusan al cabo de 23 días, tras hacer escala en la isla de Hawái.
De los 5.100 combatientes colombianos que tomaron parte en el conflicto asiático, 111 oficiales y 590 suboficiales participaron en operaciones de guerra y el resto en la vigilancia del armisticio, recibiendo para el efecto el mismo entrenamiento intensivo de los anteriores. El saldo final de la guerra para el Batallón Colombia fue de 639 bajas de combate distribuidas entre 163 muertos en acción, 448 heridos, 28 prisioneros que fueron canjeados y 47 desaparecidos. Pese a esas bajas, el conflicto ayudó a modernizar el Ejército de ese país. Las fragatas ARC Almirante Padilla, ARC Capitán Tono y ARC Almirante Brión de la Armada Nacional hicieron presencia a lo largo de la guerra coreana, donde participaron en varias acciones militares.

### Puerto Rico
El regimiento colonial estadounidense "de los Voluntarios" de Puerto Rico o 65 de Infantería fue organizado en 1899 mediante orden aprobada por el Congreso de Estados Unidos. Estaba compuesto por cuatro compañías de 100 puertorriqueños cada una.
El 25 de agosto de 1950, apenas siete meses después del ejercicio mencionado, el Regimiento 65 recibió órdenes para salir hacia Corea, donde participaría en nueve campañas:
- 1950 Defensiva de la ONU
- 1950 Ofensiva de la ONU
- 1950 Intervención de la CCF
- 1951 Primera ofensiva de contraataque de la ONU
- 1951 Ofensiva de primavera de CCF y de la ONU
- 1951 Ofensiva de la caída del verano de la ONU
- 1951-1952 Segundo invierno coreano
- 1952 Caída del verano coreano
- 1952-1953 Tercer invierno coreano

«Sin importar los grandes logros del 65 Regimiento de Infantería en Corea, éste fue desactivado en 1956. El ejército de Estados Unidos no necesitaba ya un regimiento en Puerto Rico y aún menos regimientos compuestos por sólo una etnia. El regimiento terminó siendo transferido a la Brigada 92 de Infantería de la Guardia Nacional de Puerto Rico.»

## Representación artística
La pintura del artista Pablo Picasso, Masacre en Corea (1951), describió la violencia contra los civiles durante la guerra de Corea. Los asesinatos de civiles cometidos por las fuerzas estadounidenses en Shinchun, provincia de Hwanghae, fue el motivo de la pintura. En Corea del Sur, la pintura fue considerada antiestadounidense, lo que la convirtió durante largo tiempo en un tabú en el Sur, estando prohibida su exhibición pública hasta 1990.
La obra de teatro colombiana "El monte calvo" (1966) creada por Jairo Aníbal Niño, utiliza a dos exsoldados (Sebastián y el coronel) del Batallón Colombia y a un expayaso (Canuto) para criticar toda posición militarista.
En Estados Unidos, la representación artística más famosa es el libro, la película y serie de televisión M*A*S*H (1972-1983), que describen las desgracias de los empleados de un hospital militar móvil y la forma en que se esforzaban por mantener la salud a través de las cosas absurdas de la guerra y de los humores rivales. A pesar de que M*A*S*H dio una buena descripción de la guerra de Corea, había algunos defectos en la serie de televisión. Para empezar, había más médicos coreanos en las unidades MASH que los mostrados en la serie en la que la mayoría eran estadounidenses.
La película surcoreana de 2004 Taegukgi Hwinalrimyeo ("Lazos de guerra/La hermandad de guerra") narra la historia de dos hermanos que deben luchar en la guerra de Corea mostrando de una manera realista las penurias que vivieron los hombres y mujeres de Corea durante la guerra, en una abierta crítica a ambos bandos involucrados en el conflicto bélico. Esta película ha sido comparada con "Salvar al soldado Ryan", obteniendo muy buenas críticas en los círculos coreanos y occidentales.
En 2010 se estrenó 71: Into the fire ("Bajo el Fuego"). La película está basada en una historia real de un grupo de 71 estudiantes de formación y de los soldados de Corea del Sur durante la guerra, que fueron asesinados en su mayoría el 11 de agosto de 1950 durante la batalla de P'ohang-dong, mientras defendían la escuela de niñas P'ohang-dong, un punto estratégico para la salvaguarda del río Nakdong, de un ataque que duró 11 horas por parte de las superiores fuerzas de Corea del Norte.